# Parolier (recueil)
Pour l’article homonyme, voir Parolier.
« Livre de chants » redirige ici. Pour les œuvres nommées Livre des chants, voir Livre des chants.
 (avril 2021).
Si vous disposez d'ouvrages ou d'articles de référence ou si vous connaissez des sites web de qualité traitant du thème abordé ici, merci de compléter l'article en donnant les références utiles à sa vérifiabilité et en les liant à la section « Notes et références ».

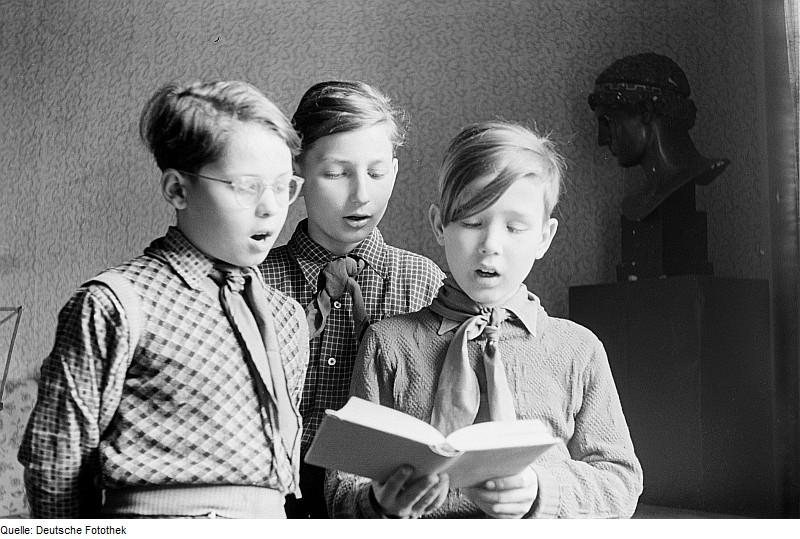
Trois Pionniers chantant à l'aide d'un parolier en 1950.

Un parolier, ou livre ou carnet de chant(s), est un recueil de chants populaires. 

## Description
Un parolier donne sous forme condensée les paroles de multiples chansons dont l'air est connu, permettant ainsi à un groupe de personnes de les chanter avec les paroles sous les yeux.
En plus du texte des chansons, certains paroliers ajoutent les accords de guitare au-dessus ou à côté des paroles. Sur certains, on trouve une portée rappelant la mélodie, et même parfois une harmonisation simple. Dans ce cas, le parolier peut prendre la dénomination de "chansonnier".
Les plus grands usagers de paroliers sont les organisations de jeunesse (colonies de vacances, camps de jeunes, scouts, groupes d'étudiants, etc.). Ces recueils sont également appréciés des musiciens et chanteurs d'airs populaires car ils sont bon marché comparé au prix des partitions complètes.
L'objectif étant de faire chanter des airs connus, les paroliers contiennent souvent plusieurs types de chansons : des chansons populaires traditionnelles et des chansons à la mode, au moins celles que tout le monde pourra reprendre en cœur. Certains paroliers sont spécialisés : recueil de chants scouts, chants révolutionnaires, chants de marins, chants militaires, chants régionaux ou relatifs à une période spécifique, chants paillards, carnet de chant par compositeur ou interprète, etc.
En général, le parolier est destiné à être emporté en déplacement. Il se présente donc sous forme d'un petit livret épais souvent au format d'une 1/2 page A4. L'écriture est dense, de manière à inclure le maximum de chants et la reliure solide pour supporter un usage intensif.
Les paroliers peuvent être édités par des éditeurs ayant pignon sur rue. On trouve aussi des recueils "sauvages", composés d'un assemblage de chants hétéroclites.
De ce fait, la qualité du contenu est variable ; les anomalies qui reviennent le plus fréquemment :
- paroles fautives : certaines paroles sont transcrites de mémoire, comportant des erreurs courantes dans le texte, notamment quand le texte décrit une situation très particulière[1] ou phonétiquement ambigüe[2], ou bien le chant est incomplet ;
- orthographe et typographie approximative ;
- erreur de transcription des accords ou positionnement incorrect au-dessus des paroles.

On peut citer aussi l'absence du nom des auteurs-compositeurs.

## Histoire
Rassembler des chants dans un livre est une idée ancienne, comme le montre le Classique des vers, un recueil chinois de 300 chants du Ve siècle av. J.-C. ou un recueil français du XIIIe siècle appelé le Manuscrit du Roi, avec 600 chants. Leur diffusion s'est accélérée avec l'imprimerie et la généralisation du papier comme support.
Au XVIe siècle, Thoinot Arbeau publie l'Orchésographie, un traité destiné à l'apprentissage des danses de l'époque. Chaque danse est accompagnée de sa musique (mélodie et paroles) ; certaines mélodies sont restées célèbres et se chantent encore aujourd'hui : la pavane Belle qui tiens ma vie, le Tourdion.
Au XIXe siècle, les grands collectages de chansons populaires ont permis d'établir des recueils de chansons qui n'avaient fait l'objet d'aucune publication officielle, tels les six tomes du Recueil de chansons populaires d'Eugène Rolland, les recueils de Bourgault-Ducoudray, notamment les Trente mélodies populaires de Basse-Bretagne et les Trente mélodies populaires de Grèce et d'Orient.
Au milieu du XXe siècle, Joseph Canteloube publie une Anthologie des Chants Populaires Français en quatre volumes, mélange de ses collectages et de collectages déjà publiés et qu'il a regroupés par province d'origine.

## Quelques paroliers actuels

### Collection Diapason
Collection éditée par les Presses d'Ile-de-France. Contient essentiellement des chants en français, mais aussi les principaux succès anglo-saxons connus en France. Tous les recueils contiennent au minimum les paroles et les accords des chants. Ils sont précédés d'un tableau permettant de transposer les accords et de la description des principaux accords pour la guitare.
1. Diapason Rouge
Chants de veillée, variété française, chants de fête, chants d'inspiration chrétienne mais pas spécifiquement religieux. Cette série est dédiée à un large public. Les premiers volumes ont été plusieurs fois réédités. À la suite des accords commerciaux fluctuants avec les maisons d'édition, le contenu des volumes varie d'une édition à l'autre.
- Volume 1
- Volume 2
- Volume 3
- Volume 4
- Volume 5

2. Diapason Bleu
Chants scouts.
3. Diapason Jaune
Chants des louvetaux. 2 volumes.
4. Diapason Vert
Chants chrétiens (cantiques, hymnes, chants du MEJ).
5. Diapason Océan
Chants de marins.
6. Diapason Turquoise
Chants régionaux et chansons d'avant les années 1960. 2 volumes. Paroles, accord et ligne musicale.
7. Diapason Love
Uniquement des chansons d'amour.

### Hodari
Carnet de chant officiel des Scouts d'Europe.

### Il est Vivant
Carnet de chant de la Communauté de l'Emmanuel

### Je chante les tubes
6 volumes + un volume "Spécial Animations" édités par les éditions Paul Beuscher. Chaque volume comporte 100 titres avec les paroles et les accords, le nom du compositeur et celui du parolier, la date de publication du chant et son éditeur.

### Kanomp uhel!
Kanomp uhel ! est un recueil de chants populaires en Bretagne, en français et en breton, édité en 1957 et réactualisé en 1977, 1991 et 1996. Chaque chant se présente avec les paroles et la ligne mélodique.

### Série «Mille Chants, Anthologie du chant populaire»
Anthologie de chants populaires en France et dans le monde recueillie par Jean-Edel Berthier. 3 tomes édités par les Presses d'Ile-de-France. L'écriture est petite et tassée, offrant une densité de chants sans égale. Chaque chant affiche la mélodie et les paroles dans les différentes langues où il est connu.
Chaque tome ne donne qu'environ 350 chants et est complété par une liste de titres (avec les premiers mots) d'environ 650 autres pour atteindre les "mille" chants.

### Collection «Musique en poche»
Collection de petits carnets de 20 chansons avec les paroles, les accords (sous deux formes : grille de guitare et clavier de piano) et la ligne mélodique. Les carnets sont organisés par compositeur (Alain Souchon, Francis Cabrel, Julien Clerc, Aznavour, Trénet, etc.) ou par thème (chansons de Bretagne et celtes, chansons enfantines, chansons paillardes, etc.). La collection est éditée par Hit Diffusion.

### Das DING
Les éditions Dux ont publié "das DING", une série de recueils de "Kultlieder" (chants-culte, ou "chants célèbres") essentiellement en anglais ou en allemand. Il existe 4 tomes de 400 chants chacun + un spécial "Chants de Noël". Chaque tome existe en deux versions :
- paroles et accords ;
- paroles, accords et ligne mélodique.

Pour chaque chant il est précisé l'auteur, le compositeur, l'éditeur et l'année d'édition. Du fait de son épaisseur, la reliure de chaque tome est spiralée.
Chaque recueil donne la liste des chants qu'il contient par leur titre original et par le titre le plus populaire quand il est différent (souvent la première phrase du chant quand elle n'est pas reprise dans le titre). L'éditeur a publié une table des matières recensant tous les chants de tous les recueils.